# Сульфид гафния
Сульфид гафния — бинарное неорганическое соединение
гафния и серы
с формулой HfS,
кристаллы.

## Получение
- Нагревание стехиометрических количеств простых веществ:

{\displaystyle {\mathsf {Hf+S\ {\xrightarrow {T}}\ HfS}}}

## Физические свойства
Сульфид гафния образует кристаллы
гексагональной сингонии, параметры ячейки a = 0,33748 нм, c = 0,34351 нм, Z = 1.